# Brits-Guiana op de Olympische Zomerspelen 1964
Brits-Guiana, het tegenwoordige Guyana, nam deel aan de Olympische Zomerspelen 1964 in Tokio, Japan. Het was de laatste deelname als Britse kolonie. In 1966 werd Brits-Guyana onafhankelijk en wijzigde het de naam in Guyana.

## Deelnemers en resultaten

### Gewichtheffen
| Olympiër    | Discipline | Resultaat | Prestatie                                                                           |
| ----------- | ---------- | --------- | ----------------------------------------------------------------------------------- |
| Martin Dias | -56kg (m)  | 8e        | duwen: 9de met 100kg trekken: 5de met 102,5kg stoten: 7de met 132,5kg totaal: 335kg |

Afghanistan · Algerije · Argentinië · Australië · Bahama's · België · Bermuda · Birma · Bolivia · Brazilië · Brits-Guiana · Bulgarije · Cambodja · Canada · Ceylon · Chili · Colombia · Congo-Brazzaville · Costa Rica · Cuba · Denemarken · Dominicaanse Republiek · Duits eenheidsteam · Ethiopië · Filipijnen · Finland · Frankrijk · Ghana · Griekenland · Groot-Brittannië · Hongarije · Hongkong · Ierland · IJsland · India · Irak · Iran · Israël · Italië · Ivoorkust · Jamaica · Japan · Joegoslavië · Kameroen · Kenia · Libanon · Liberia · Libië · Liechtenstein · Luxemburg · Madagaskar · Maleisië · Mali · Marokko · Mexico · Monaco · Mongolië · Nederland · Nederlandse Antillen · Nepal · Nieuw-Zeeland · Niger · Nigeria · Noord-Rhodesië · Noorwegen · Oeganda · Oostenrijk · Pakistan · Panama · Peru · Polen · Portugal · Puerto Rico · Roemenië · Senegal · Sovjet-Unie · Spanje · Taiwan · Tanganyika · Thailand · Trinidad en Tobago · Tsjaad · Tsjecho-Slowakije · Tunesië · Turkije · Uruguay · Venezuela · Verenigde Arabische Republiek · Verenigde Staten · Vietnam · Zuid-Korea · Zuid-Rhodesië · Zweden · Zwitserland